# Tomislav Zubčić
Tomislav Zubčić (Zara, 17 gennaio 1990) è un cestista croato.
Alto 211 cm, gioca come centro.

## Carriera
È stato selezionato dai Toronto Raptors al secondo giro del Draft NBA 2012 (56ª scelta assoluta).

## Palmarès

### Club

#### Competizioni nazionali
- Campionato croato: 5

Cibona Zagabria: 2008-09, 2009-10, 2011-12
Cedevita Zagabria: 2013-14, 2014-15
- Coppa di Croazia: 3

Cibona Zagabria: 2009
Cedevita Zagabria: 2014, 2015
- Coppa Italia: 1

Napoli Basket: 2024